# إيدي جونسون
إدوارد أبراهام جونسون (بالإنجليزية: Edward Abraham Johnson)‏ (مواليد 31 مارس 1984 في بونيل) لاعب كرة قدم أمريكي دولي سابق يجيد اللعب في خط الهجوم . سبق وأن لعب لصالح نادي فولهام الإنجليزي بدايةً من 2008.

## روابط خارجية
- إيدي جونسون على موقع الاتحاد الدولي (مؤرشف)  (الإنجليزية)
- إيدي جونسون على موقع الدوري الأمريكي (الإنجليزية)
- إيدي جونسون على موقع قاعدة بيانات كرة القدم.إي يو (الإنجليزية)
- إيدي جونسون على موقع ناشيونال فوتبول تيمز (الإنجليزية)
- إيدي جونسون على موقع Soccerbase.com (لاعب) (الإنجليزية)
- إيدي جونسون على موقع Soccerway.com (الإنجليزية)
- إيدي جونسون على موقع عالم كرة القدم.نت (الإنجليزية)